# Grand Central Hotel
El Grand Central Hotel es una propuesta para construir un rascacielos de 61 pisos, y 2500 habitaciones de hotel y un casino que estaría localizado en el centro de Las Vegas, Nevada cerca del Desarrollo Union Park. Actualmente está siendo desarrollado por el Grupo Merril y el desarrollador Craig Katchen y aún se espera la aprobación de la ciudad
Si se construye, el Grand Central se convertiría en el cuarto rascacielos más alto en el área metropolitana de Las Vegas con una altura de 213 metros (700 pies) detrás de la Stratosphere, World Jewelry Center y el Fontainebleau Resort Hotel.
El resort estaría situado en la esquina norte de Charleston Boulevard y Grand Central Parkway con el fin de atraer a clientes del  World Market Center.
El proyecto también incluye 1031,2 metros cuadrados de tiendas y un centro de convenciones de 24155 metros cuadrados.